# Малый Турыш
Малый Турыш — деревня в Красноуфимском округе Свердловской области. Входит в состав Большетурышского сельского совета.

## Географическое положение
Деревня Малый Турыш муниципального образования «Красноуфимский округ» Свердловской области, в 15 километрах (по автодороге в 21 километре) к северо-северо-западу от города Красноуфимск, преимущественно на правом берегу реки Иргина (левый приток реки Сылва, бассейн реки Кама).

## История деревни
Жителей деревни называют «конгыр татарлары» — кунгурские татары. Земли на реке Турыш принадлежали марийцам. Затем прибыли переселенцы из Симбирской губернии, а также Чистопольского уезда Казанской губернии.

## Население
| 2002 | 2010 | 2021 |
| ---- | ---- | ---- |
| 90   | ↘69  | ↘64  |

Жители преимущественно татары (96 %).

## Улицы
В деревне расположена всего одна улица: Г. Тукая.

## Экономика
Малый Турыш упоминается в ряде СМИ благодаря бизнес-проекту, который основала Гузель Санжапова. В деревне находится пасека, принадлежащая её отцу. На основе получаемого с этой пасеки мёда компания Санжаповой Cocco Bello изготавливает десерты с добавлением ягод. В производстве участвуют местные жительницы пожилого возраста.